# Конфігурація Мебіуса

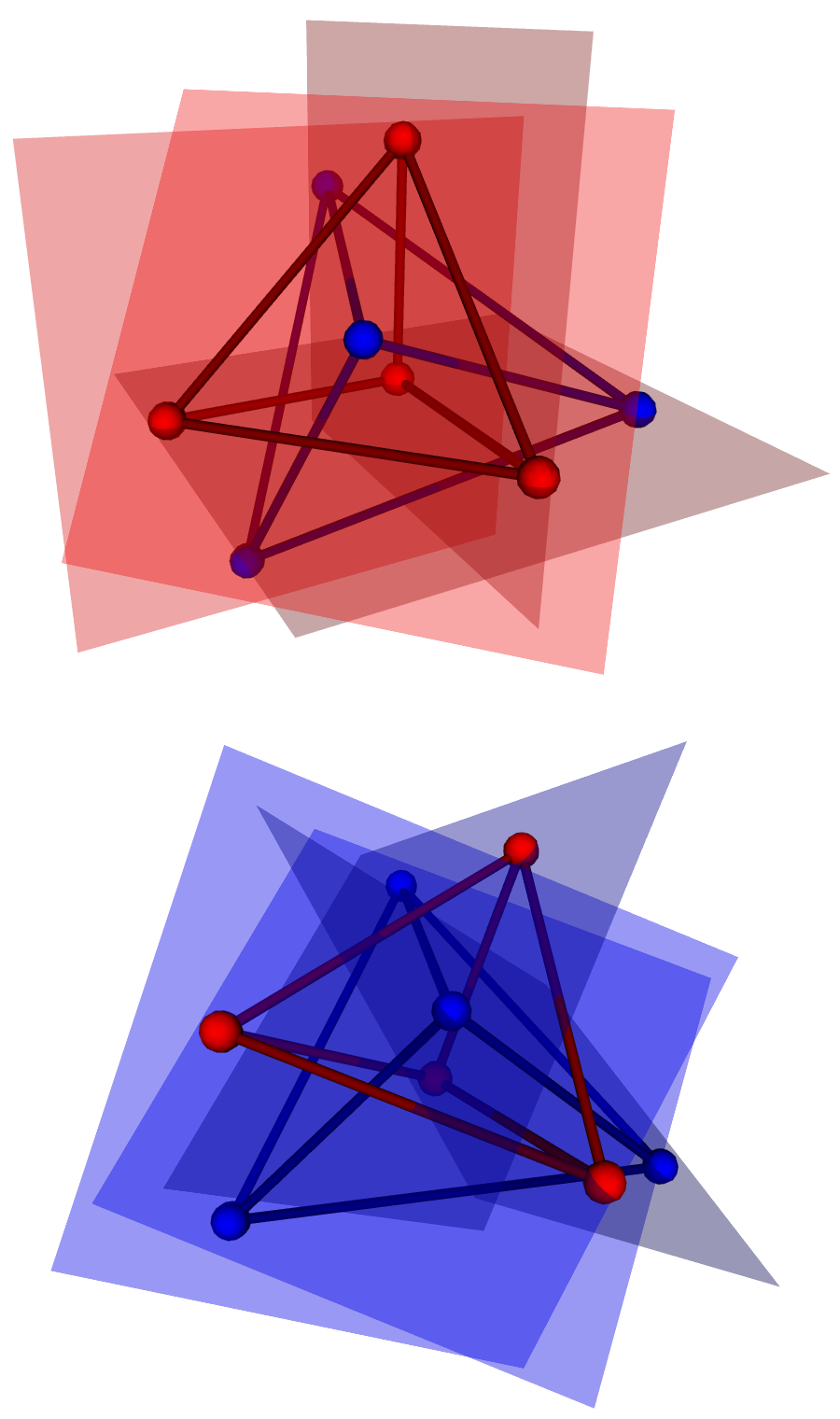
Приклад конфігурації. На верхньому малюнку — площини граней червоного тетраедра. На нижньому — площини граней синього тетраедра. Координати вершин червоного тетраедра: і. Координати вершин синього тетраедра — і де і.

Конфігурацією Мебіуса або тетраедрами Мебіуса називають конфігурацію в евклідовому просторі або проєктивному просторі, що складається з двох взаємно вписаних тетраедрів — кожна вершина одного тетраедра лежить на площині, що проходить через грань іншого тетраедра і навпаки. Таким чином, в отриманій системі восьми точок і восьми площин кожна точка лежить на чотирьох площинах (три площини визначають вершину тетраедра, а четверта площина — це площина, що проходить через грань другого тетраедра, на якій вершина лежить), і кожна площина містить чотири точки (три вершини грані тетраедра і вершина іншого тетраедра, що лежить на тій самій площині).

## Теорема Мебіуса
Конфігурацію названо на честь Августа Фердинанда Мебіуса, який довів 1828 року, що якщо два тетраедри мають властивість, що сім їхніх вершин лежать на відповідних площинах граней іншого тетраедра, то восьма вершина також лежить на площині відповідної грані, утворюючи конфігурацію Мебіуса. Ця теорема про інциденції істинна і в загальнішому тривимірному проєктивному просторі тоді й лише тоді, коли в цьому просторі виконується теорема Паппа (Рейдемейстер, Шьонхард), і виконується в тривимірному просторі, побудованому на тілі, тоді й лише тоді, коли виконується комутативний закон, і тому група маж бути полем (Al-Dhahir). Через проєктивну подвійність результат Мебіуса еквівалентний твердженню, що якщо сім з восьми площин двох тетраедрів, які проходять через грані, містять відповідні вершини іншого тетраедра, то площина восьмої грані теж містить іншу вершину.

## Побудова
Коксетер (Coxeter, 1950) описав просту побудову конфігурації. Почнемо з довільної точки p евклідового простору. Нехай A, B, C і D — чотири площини, що проходять через p, ніякі три з яких не перетинаються по одній прямій. Розмістимо шість точок q, r, s, t, u і v на шести прямих, утворених попарним перетином цих площин таким чином, що ніякі чотири точки не лежать на одній площині. Для будь-якої площини A, B, C і D чотири з семи точок p, q, r, s, t, u і v лежать на цій площині і три лежать поза нею. Побудуємо площини A’, B’, C’ і D’ через трійки точок, що лежать поза площин A, B, C і D відповідно. Тоді за двоїстою формою теореми Мебіуса ці чотири нові площини перетнуться в одній точці w. Вісім точок p, q, r, s, t, u, v і w і вісім площин A, B, C, D, A’, B’, C’ і D’ утворюють конфігурацію Мебіуса.

## Схожі конструкції
Гільберт і Кон-Фоссен (Hilbert, Cohn-Vossen, 1952) стверджують (без посилань), що існують п'ять конфігурацій, які мають вісім точок і вісім площин з чотирма точками на кожній площині і з чотирма площинами, що проходять через кожну точку, які можна реалізувати в тривимірному евклідовому просторі. Такі конфігурації мають позначення {\displaystyle 8_{4}}. Інформацію про ці конфігурації можна отримати зі статті Штайніца (Steinitz, 1910). У статті, спираючись на результати Мафа (Muth, 1892), Бавера (Bauer, 1897) і Мартінетті (Martinetti, 1897), насправді стверджується, що є п'ять {\displaystyle 8_{4}} конфігурацій з властивостями, що максимум дві площини мають дві загальні точки і двоїсту властивість, що максимум дві точки належать двом площинам. (Ця умова означає, що будь-які три точки не лежать на одній прямій і двоїсті три площини не перетинаються по одній прямій.) Однак існує десять інших {\displaystyle 8_{4}} конфігурацій, для яких ця умова не виконується, і всі п'ятнадцять конфігурацій можна реалізувати в тривимірному просторі. Цікаві конфігурації, в яких беруть участь два тетраедри, кожен вписаний і описаний один відносно одного, і це якраз ті конфігурації, які задовольняють вищеописаній властивості. Таким чином, існує п'ять конфігурацій з тетраедрами, і вони відповідають п'яти класам спряженості симетричної групи {\displaystyle S_{4}}. Можна отримати перестановки чотирьох вершин одного тетраедра S = ABCD в себе таким способом: кожна вершина p тетраедра S лежить на площині, яка містить три вершини іншого тетраедра T. Остання точка тетраедра T лежить на площині, що містить три точки тетраедра S, і точка Q тетраедра S лежить поза цією площиною. Отримуємо відображення {\displaystyle P\rightarrow Q}. П'ять класів спряженості перестановок {\displaystyle S_{4}} — це {\displaystyle e}, (12)(34), (12), (123), (1234) і, з цих п'яти класів, конфігурація Мебіуса відповідає класу спряженості {\displaystyle e}. Його позначають {\displaystyle K_{e}}. Штайніц стверджує, що якщо два тетраедри {\displaystyle K_{e}} — це {\displaystyle A_{0},B_{0},C_{0},D_{0}} і {\displaystyle A_{1},B_{1},C_{1},D_{1}}, то вісім площин {\displaystyle A_{i},B_{j},C_{k},D_{l}} цих тетраедрів задаються індексами з непарною сумою {\displaystyle i+j+k+l}.
Штайніц також стверджує, що тільки одна {\displaystyle 8_{4}} конфігурація Мебіуса відповідає геометричній теоремі. Однак із цим не згоден Глін (Glynn, 2010) — він показав, скориставшись комп'ютерним пошуком, що існує рівно дві {\displaystyle 8_{4}}: одна відповідає конфігурації Мебіуса, для другої конфігурації (що відповідає класу спряженості (12)(34) вище) теорема також виконується у всіх тривимірних проєктивних просторах над полем, але не над загальними тілами. Існують інші подібності між цими двома конфігураціями, зокрема той факт, що вони самодвоїсті в сенсі двоїстості матроїдів. У абстрактних термінах, друга конфігурація має «точки» 0,…, 7 і «площини» 0125+i, (i = 0,…, 7), де цілі беруться за модулем вісім. Цю конфігурацію, як і конфігурацію Мебіуса, можна подати як два тетраедри, взаємно вписаних і описаних — у поданні у вигляді цілих тетраедри можуть бути 0347 і 1256. Однак ці дві {\displaystyle 8_{4}} конфігурації не ізоморфні, оскільки конфігурація Мебіуса має чотири пари площин, що не містять спільних точок конфігурації, тоді як друга конфігурація таких площин не має.
Граф Леві конфігурації Мебіуса має 16 вершин, по одній для кожної точки і площини, а ребра відповідають інцидентності вершин і площин (пара — площина і вершина, що лежить на ній). Граф ізометричний графу гіперкуба з 16 вершинами Q4. Близька конфігурація Мебіуса — Кантора, утворена двома взаємно вписаними чотирикутниками, має графом Леві граф Мебіуса — Кантора, підграф графа Q4.